# Casamaccioli
Casamaccioli (korziško Casamacciuli) je naselje in občina v francoskem departmaju Haute-Corse regije - otoka Korzika. Leta 2009 je naselje imelo 101 prebivalca.

## Geografija
Kraj leži v severno-osrednjem delu otoka Korzike znotraj naravnega regijskega parka Korzike, 78 km jugozahodno od središča Bastie. Severno od kraja se nahaja umetno jezero Lac de Calacuccia, nastalo z zajezitvijo reke Golo.

## Uprava
Občina Casamaccioli skupaj s sosednjimi občinami Albertacce, Calacuccia, Castiglione, Castirla, Corscia, Lozzi, Omessa, Piedigriggio, Popolasca, Prato-di-Giovellina in Soveria sestavlja kanton Niolu-Omessa s sedežem v Calacuccii. Kanton je sestavni del okrožja Corte.

## Zanimivosti
- romarska baročna cerkev Marijinega Rojstva;